# Wskaźnik globalizacji
Wskaźnik globalizacji, indeks globalizacji – miernik oceniający poziom integracji globalnej.

## Metodologia
Wskaźnik globalizacji, opracowany przez magazyn Foreign Policy, opiera się na analizie 12 parametrów. Zgrupowano je w czterech kategoriach pod nazwami: integracja gospodarcza, kontakty społeczne, połączenia technologiczne i zaangażowanie polityczne. Wśród 12 parametrów znajdują się: przepływy handlowe i inwestycyjne, ruch ludności poza granice kraju, liczba międzynarodowych połączeń telefonicznych, korzystanie z Internetu i członkostwo w organizacjach międzynarodowych.

## Globalizacja małych państw
Autorzy rankingu rozumieją globalizację jako budowanie społeczeństw lepiej skomunikowanych ze sobą, z lepszą dostępnością dóbr cywilizacyjnych, mających szersze możliwości rozwoju. Społeczeństwa o najwyższym poziomie globalizacji stanowią głównie państwa małe, o liczbie ludności nieprzekraczającej 8 milionów. Wyjątek stanowią USA i Kanada, które uplasowały się w pierwszej dziesiątce rankingu. Zjawisko to tłumaczy fakt, że globalizacja jest często koniecznością dla małych państw, gdyż brakuje w nich surowców naturalnych.